# Acalolepta fulvoscutellata
Acalolepta fulvoscutellata är en skalbaggsart som först beskrevs av Stefan von Breuning 1935.  Acalolepta fulvoscutellata ingår i släktet Acalolepta och familjen långhorningar.
Artens utbredningsområde är Sarawak. Inga underarter finns listade i Catalogue of Life.